# عليوة والأيام
عليوة والأيام مُسلسل أردني كُوميدي درامي عائلي، تم إنتاجه في عام 1995، وهوَ مِن إخراج مازن العواملة وَتأليف عبد اللطيف شما، وبُطولة ربيع شهاب وَسهير عودة، يَروي المسلسل قِصة رجل يدعى «عليوه» يُعاني مِن الفقر وَالظُلم في المُجتمع ويقوم برعاية زوجته المريضة ويواجهان معا مصاعب الحياة وتحدياتها.
تألف طاقم العمل من: ربيع شهاب بدور (عليوة)، سهير عودة بدور (نسرين)، شاكر جابر بدور (مـازن)، منيرة وضاح بدور (جميلة)، أنور خليل بدور (أبو نزار)، وإبراهيم أبو الخير بدور (جودت).